# Пендлтон, Уильям Нельсон
Уильям Нельсон Пендлтон (William Nelson Pendleton) (26 декабря 1809 — 15 января 1883) — американский учитель, священник епископальной церкви и военный. Генерал армии Конфедерации в годы гражданской войны, шеф артиллерии Северовирджинской армии на протяжении всего конфликта. После войны сновал служил священником и писал книги на религиозные темы.

## Ранние годы
Уильям Пендлтон родился в Ричмонде в семье Эдмунда Пендлтона (1774—1847), который был приемный сыном Эдмунда Пендлтона, и Ласи Нельсон (1776—1848). Его детство прошло на плантации под Ричмондом, где он обучался частными учителями. В 1826 году он поступил в военную академию Вест-Пойнт, которую закончил 5-м по успеваемости в выпуске 1830 года (в одном классе с Джоном Магрудером). По окончании он был определён во 2-й артиллерийский полк в звании второго лейтенанта. Пендлтон служил в Арсенале Огасты (Джорджия) в 1830—1831 году, с 28 августа 1831 года по 8 сентября 1832 года преподавал в Вест-Пойнте математику. В 1831 году он женился на Анзолетт Паж (1807—1884) из Рагсвэмп, округ Хановер.
27 октября 1832 года Пендлтона перевели в 4-й артиллерийский полк и с 1832 по 1833 год он служил в форте Гамильтон, в Нью-Йорке. 31 октября 1833 года он уволился из армии.
Через четыре года после увольнения из армии в Пендлтоне проснулась религиозность и он был рукоположен в священники епископальной церкви. Он сменил несколько колледжей и частных школ; в 1840 году он служил в Александрии, и здесь родился его сын Сэнди Пендлтон (28 сентября). В 1844 Пендлтон открыл школу для мальчиков в Балтиморе, а в 1847 году переехал во Фредерик, где служил в церкви Всех Святых, а его сын обучался во фредерикской частной школе.
В 1853 году Пендлтону предложили стать священником в епископальной церкви Грейс в Лексингтоне, Вирджиния, где он так же рассчитывал открыть частную школу. Его сын поступил в Вашингтон-Колледж, который окончил за три года и за это время познакомился с преподавателем ВВИ, Томасом Джексоном.